# 김용완 (1927년)
김용완(金容完, 1927년 3월 4일 ~ 2008년 2월 21일)은 지난날 한국스카우트연맹 부총재로 재직했다.

## 주요 경력
1993년, 세계 스카우트위원회 (World Scout Committee)가 세계 정찰 (World Scouting)에 탁월한 서비스를 수여한 세계 스카우트 연맹 체제의 유일한 구별 인 제 225 대 "청동 늑대 메달"이 수여되었다.